# Marcelliopsis
Marcelliopsis é um género botânico pertencente à família Amaranthaceae.

## Espécies
- Marcelliopsis denudata
- Marcelliopsis splendens
- Marcelliopsis welwitschii